# Egg (magazyn)
egg – japoński magazyn o modzie damskiej poświęconym stylowi gyaru-kei. Obecnie skupiono się na stronie internetowej magazynu, natomiast wersja papierowa ukazuje się dwa razy w roku.
Po raz pierwszy został wydany w 1995 roku. Po wydaniu z lipca 2014 zawiesił publikację magazynu. W 2018 roku magazyn powrócił w wersji internetowej, której trzon stanowią YouTube i SNS. Ponowne wydanie numeru nastąpiło 1 maja 2019 roku.

## Historia
Pierwszy numer ukazał się nakładem wydawnictwa Million Publishing w 1995 roku, a jego wydawcą był Kazuaki Nakagawa, który w firmie pracował nad dyskotekowym magazynem informacyjnym „Heaven’s Door”. Nakagawa pełnił funkcję redaktora naczelnego przez ponad 10 lat, od pierwszego numeru magazynu do czasu, gdy magazyn został przejęty przez Taiyoh Tosho. Po części dyrektor kreatywny Yasumasa Yonehara jest założycielem „egg”, ale był on tylko jednym z pracowników zewnętrznych i ma niewiele wspólnego z magazynem. egg uchwyciło rzeczywistość ówczesnych licealistek z Shibui i miało duży wpływ na późniejszą kulturę gyaru. W tamtych czasach popularne były licealistki, luźne skarpetki, styl kogyaru, obnażony pępek, brzmienie Komuro i PHS.
W 1999 roku uruchomiono męski odpowiednik magazynu „men’s egg”, którego ostatnie wydanie ukazało się w listopadzie 2013.
Z dniem 31 maja 2014 roku poinformowano, że magazyn „egg” przestanie się ukazywać wraz z lipcowym numerem.
21 marca 2018 roku została uruchomiona strona internetowa magazynu. W wersji internetowej firma MRA zajmuje się produkcją, a Taiyoh Tosho zaangażowało się w zarządzanie licencją.
Ponowne papierowe wydanie magazynu powróciło 1 maja 2019 roku.
W marcu 2022 roku Hitomi Akaogi przedstawicielka MRA zrezygnowała z funkcji redaktora naczelnego „egg” i została dyrektorką „Shibuya Women’s International School”, a następcą MRA została firma HJ.